# Cosmos 869
Cosmos 869 fu una missione priva di equipaggio del programma Sojuz sovietico. Era solito per il regime sovietico indicare esclusivamente missioni concluse con successo con una denominazione ufficiale. Le missioni che comportarono insuccessi vennero di solito nascoste all'opinione pubblica, e le missioni di collaudo camuffate sotto l'unica denominazione di Cosmos. Infatti tutti i velivoli spaziali sovietici, sia di carattere civile che militare, per i quali non si voleva dare delle informazioni più precise, vennero numerati come velivoli di questa serie.
Questa missione fu probabilmente di esclusivo carattere militare, dato che il tipo di capsula impegnato (la Sojuz 7K-S) venne successivamente impegnata quasi esclusivamente per missioni di carattere militare. Per il motivo sopra descritto la numerazione cronologica dei voli Cosmos aumentò in continuazione ed entro breve tempo e pertanto risulta di difficile individuazione una descrizione esatta di tutti i velivoli lanciati sotto questa denominazione. Basti pensare che già verso la metà degli anni 70 si raggiungerà il numero 1000. Pertanto di questa missione si può indicare con sicurezza esclusivamente che si trattò del quarantunesimo volo nell'ambito del programma Sojuz sovietico, mentre l'indicazione del numero di volo non equipaggiato di questa capsula varia a seconda della considerazione o meno di singole missioni della capsula Sojuz, lanciate sotto la denominazione di Cosmos. Questo dipende in particolar modo se i vari voli di collaudo eseguiti per il programma di allunaggio sovietico vengono conteggiati o meno nell'ambito del programma Sojuz oppure se questi voli vengono considerati facenti parte di un apposito programma, mai denominato ufficialmente.
Vennero eseguite sei manovre orbitali:
- dalla traiettoria d'orbita di 196 km x 290 km ad un'orbita di 187 km x 335 km. Delta-v: 15 m/s
- dalla traiettoria d'orbita di 187 km x 335 km ad un'orbita di 259 km x 335 km. Delta-v: 21 m/s
- dalla traiettoria d'orbita di 259 km x 335 km ad un'orbita di 260 km x 345 km. Delta-v: 2 m/s
- dalla traiettoria d'orbita di 260 km x 345 km ad un'orbita di 265 km x 368 km. Delta-v: 7 m/s
- dalla traiettoria d'orbita di 265 km x 368 km ad un'orbita di 267 km x 391 km. Delta-v: 6 m/s
- dalla traiettoria d'orbita di 267 km x 391 km ad un'orbita di 300 km x 310 km. Delta-v: 32 m/s

Totale Delta-v: 83 m/s.
La missione venne considerata un successo parziale.